# قشلاق محمدبیگ سفلی
قشلاق محمدبیگ سفلی یک روستا در ایران است که در دهستان هیر واقع شده‌است. قشلاق محمدبیگ سفلی ۲۳ نفر جمعیت دارد.